# Margarita del Val
Margarita del Val Latorre (Madrid, 28 de septiembre de 1959) es una química, viróloga e inmunóloga española, investigadora científica del Consejo Superior de Investigaciones Científicas (CSIC) de la respuesta inmunitaria frente a las infecciones virales e investigadora científica en el Centro de Biología Molecular Severo Ochoa (CBMSO). Defensora de la eficacia del uso de las vacunas y de las cuarentenas en los casos de crisis epidemiológicas como la pandemia del coronavirus COVID-19 en 2020.

## Biografía
Margarita Del Val es doctora en Ciencias Químicas, en la especialidad de Bioquímica y Biología Molecular por la Universidad Autónoma de Madrid (UAM). Estudió la licenciatura entre 1976 y 1981 y después hizo la tesis (tesis: Componentes glicosilados del virus de la peste porcina africana), también en la UAM, en el Centro de Biología Molecular Severo Ochoa. Su madre y su padre eran doctores en química y criaron a Del Val en un entorno intelectual y científico.
Realizó su estancia postdoctoral en Alemania, a partir de 1986, primero dos años en el Instituto Federal de Investigación en Enfermedades Virales de Animales en Tubinga y a continuación tres años en la Universidad de Ulm. Allí inició estudios sobre la respuesta inmunitaria celular frente a las infecciones virales, la interferencia de los virus con esta respuesta inmunitaria, y el procesamiento y presentación de antígenos virales a linfocitos T citotóxicos, que le llevó al diseño de la primera vacuna experimental basada en epítopos T aislados, concepto que es actualmente la base de varios ensayos clínicos.
Fue investigadora en el Instituto de Salud Carlos III en Majadahonda durante 19 años, donde estableció su propio grupo. Desde 2010 trabaja en el Centro de Biología Molecular Severo Ochoa (CSIC - UAM) en Madrid, orientando su investigación hacia el estudio de la respuesta inmunitaria frente a patógenos en modelos animales de infección y vacunación en los últimos años. Es investigadora científica del Consejo Superior de Investigaciones Científicas (CSIC), en concreto, de la respuesta inmunitaria frente a las infecciones virales.
Ha realizado dos estancias temporales en el NIH en Bethesda, cerca de Washington, en Estados Unidos, y una en la Universidad McGill en Montreal, en Canadá.

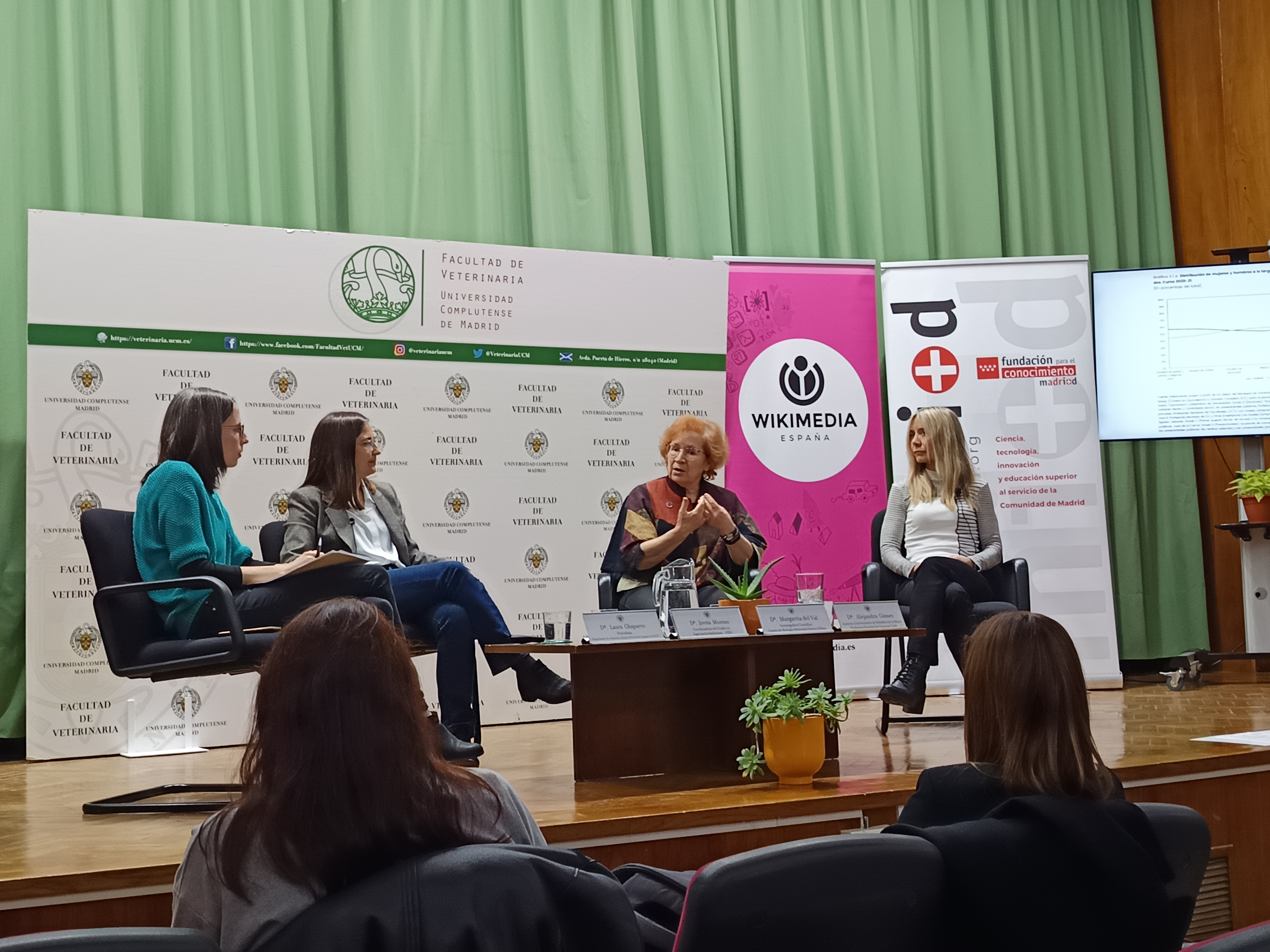
Participación de Margarita de Val Mesa en la mesa redonda Mujeres referentes en la ciencia, con motivo del Día Internacional de la Mujer y la Niña en la Ciencia-Facultad de Veterinaría UCM (de izquierda a derecha: Laura Chaparro, Javita Moreno, Margarita del Val y Alejandra Gámez)

Ha dirigido numerosos proyectos de investigación, realiza divulgación científica y publica artículos de gran impacto. Al inicio de la crisis del coronavirus en España, escribió diversos artículos de sensibilización de la población, destacando el titulado "Coronavirus, una llamada a la sensatez y la responsabilidad" dirigida a la población joven.
Ha representado a España en la Agencia Europea del Medicamento (EMA) para la comercialización de medicamentos. Además es miembro de la Real Academia Nacional de Farmacia y del Comité Experto Asesor en Vacunas de la Comunidad de Madrid. Como Vocal del Área de Ciencias de la Vida y de la Salud de la Confederación de Sociedades Científicas de España (COSCE), coordina el Acuerdo COSCE de Transparencia en Experimentación Animal.

## Líneas de investigación
Sus investigaciones se centran en el estudio de la respuesta inmunitaria frente a las infecciones virales y por tanto en aspectos que forman la base del funcionamiento de las vacunas. Entre los temas que ha investigado se encuentran: 
- la interferencia de los virus con la respuesta inmunitaria.
- el diseño de la primera vacuna experimental basada en epítopos T aislados, concepto que ha sido posteriormente la base de varios ensayos clínicos frente al virus del SIDA o la malaria.
- el estudio de los mecanismos moleculares del procesamiento y la presentación de antígenos virales a linfocitos T citotóxicos antivirales, describiendo proteasas clave, las vías independientes de los transportadores, los péptidos virales naturales producidos en células infectadas, lo que permite el reconocimiento y eliminación de las células infectadas por la respuesta inmunitaria celular.
- los mecanismos y la potenciación de la memoria de los linfocitos T antivirales, base de inmunizaciones duraderas.

## Asociaciones
Entre los cargos que ha ostentado en asociaciones y organizaciones están:
- Secretaria de la Junta Directiva de la Sociedad Española de Inmunología
- Coordinadora de la Comisión COSCE del Estudio del Uso de Animales en Experimentación Científica
- Vocal de la Junta de Gobierno de COSCE del área de las ciencias de la Vida y de la Salud

## Premios y Reconocimientos
- Académica Correspondiente de la Real Academia de Farmacia (24 de septiembre de 2015)[5][6][17]
- Premio UEBE José Cardona (2020), por su valioso trabajo de investigación.[18]
- Premio FEDEPE 2021 al Liderazgo Mujer Profesional, otorgado por la Federación Española de Mujeres Directivas, Ejecutivas, Profesionales y Empresarias.[19]
- En 2021 también recibió el VIII Premio Mujeres a Seguir a la Trayectoria.[20]
- En 2021 recibió el Premio Mujeres Progresistas en la categoría Nacional, otorgado por la Federación de Mujeres Progresistas.[21]
- En 2021 el Ayuntamiento de Colmenar Viejo le dedicó una calle en el barrio Cerca Tejera.[22]
- En 2022 fue incluida en la Lista Forbes como una de las 100 mujeres más influyentes de España.[23]
- En 2023 recibe el Premios AlumniUAM 2023 en la categoría de Ciencia.[24]